# Ehrruh-haa
Ehrruh-haa is een van de onbewoonde eilanden van het Kaafu-atol behorende tot de Maldiven.